# 羅徹斯特鎮區 (愛荷華州錫達縣)
羅徹斯特鎮區（英語：Rochester Township）是位於美國愛荷華州錫達縣的一個行政鎮區。

## 地方資料
根據2010年美國人口普查的數據，羅徹斯特鎮區的面積為70.02平方千米，當中陸地面積為68.35平方千米，而水域面積為1.67平方千米。當地共有人口663人，而人口密度為每平方千米9.47人。